# Соколюк, Татьяна Антоновна
Татьяна Антоновна Соколюк (23 апреля 1932,  д. Хидры,  Кобринский уезд, Полесское воеводство - 28 января 2009) — белорусский передовик сельскохозяйственного производства, Герой Социалистического Труда (1971).

## Биография
Трудовую деятельность начала в 1951 году в родном колхозе «Заря» (ныне СПК «восходящая Заря») Кобринского района, где работала до ухода на пенсию. С 1963 года работала оператором по откорму животных на свиноводческом комплексе колхоза.
Неоднократно избирали депутатом районного и сельского Совета народных депутатов.

## Награды
За высокие достижения в работе награждена медалью " За доблестный труд. В ознаменование 100-летия со дня рождения В. И. Ленина» (1970). Указом Президиума Верховного Совета СССР от 8 апреля 1971 года за достигнутые успехи в выполнении планов производства и заготовок продуктов животноводства присвоено звание Героя Социалистического Труда с вручением ордена Ленина и золотой медали «Серп и Молот».